# Каспар Вайнбергер
Каспар Віллард Уайнбергер (англ. Caspar Willard «Cap» Weinberger; нар. 18 серпня 1917, Сан-Франциско, Каліфорнія, США — пом. 28 березня 2006, Бангор, Мен, США) — американський політичний діяч, республіканець, міністр оборони США в 1981-1987 роках (адміністрація Рональда Рейгана). Один з членів адміністрації Рональда Рейгана, замішаних у скандалі Іран-контрас. Віце-президент і генеральний радник корпорації Bechtel.

## Біографія
Народився в сім'ї юриста, нащадка хрещених євреїв з Богемії і скрипальки, чиї предки переселилися в США з Англії. Все життя був прихожанином єпископальної церкви.
Уайнбергер почав свою політичну кар'єру в рідному штаті Каліфорнія, де був обраний членом законодавчого органу штату. У 1972–1973 роках працював в адміністрації Річарда Ніксона, а в 1973–1975 рр.. при Джеральді Форді, був міністром освіти та охорони здоров'я США.
Будучи міністром оборони США, був прихильником збільшення військового бюджету країни і одним з ініціаторів програми Стратегічної оборонної ініціативи.
Після початку скандалу Іран-контрас був змушений піти у відставку. Йому було пред'явлено звинувачення в неправдивому свідченні та перешкоджанні правосуддю, проте він був помилуваний президентом Джорджем Бушем у 1992 році.
Після відставки Уайнбергер не займав політичні пости. Помер у 88-річному віці від пневмонії.